# Asobo Studio
Asobo Studio SARL é uma desenvolvedora de jogos eletrônicos francesa localizada em Bordeaux, fundada em 2002. O estúdio já desenvolveu 17 jogos eletrônicos, incluindo A Plague Tale: Innocence, várias adaptações de filmes da Pixar e Microsoft Flight Simulator 2020, lançado em 18 de agosto de 2020.

## História
Em 2002, doze desenvolvedores de jogos eletrônicos decidiram trabalhar juntos. Eles compraram os direitos de um party game de PlayStation 2 chamado Super Farm e fundaram a Asobo Studio. O jogo foi publicado em 2003 pela Ignition Entertainment. Durante os próximos anos, o estúdio desenvolveu vários jogos para diferentes plataformas, até ser escolhida pela publicadora THQ para criar uma adaptação para os videogames do filme da Pixar chamado Ratatouille. A desenvolvedora começou a aumentar sua velocidade de crescimento, recrutando aproximadamente 20% novos empregados por ano, o que levou o estúdio a se dividir em dois; um foi selecionado para trabalhar na adaptação do filme WALL-E e outro na adaptação de Up.
Durante a Games Convention de 2008, a publicadora Codemasters anunciou Fuel, um jogo de corrida que foi lançado em 2009 para Xbox 360, PlayStation 3 e PC, desenvolvido pela Asobo Studios. Posteriormente, o estúdio trabalhou em Kinect Rush: A Disney-Pixar Adventure entre 2010 e 2012. O jogo contém um scan para o rosto, que permite o jogador criar seu próprio personagem Pixar. Possui personagens de Ratatouille, Os Incríveis, Carros, Up e Toy Story. Foi publicado pela Microsoft e Disney Interactive Studios em março de 2012.
Em 2014, o estúdio fez uma parceria com a Ubisoft para lançar o pack Monopoly Family Fun para PS3, PS4, Xbox 360 e Xbox One, incluindo Monopoly Plus, My Monopoly e Monopoly Deal. Também contribuiu para o jogo The Crew para Xbox 360. Em 2016, o estúdio fez novamente uma parceria com a Microsoft para lançar dois jogos para o HoloLens: Fragments e Young Conker. Asobo Studio foi a primeira desenvolvedora independente no Holographic Entertainment e ganhou em 2016 o Prêmio Francês Para Criadores De Jogos Eletrônicos (em inglês: French Video Game Creator Prize) concedido pela Syntec Numérique EY e SNJV. Em 2017, o estúdio anunciou A Plague Tale: Innocence, um jogo de aventura, lançado para PC e consoles em 2019 e publicado por Focus Home Interactive. Eles também trabalharam com Engine Software no desenvolvimento de Monopoly para Nintendo Switch, que também foi lançado em 2019. Em 18 de agosto lançaram o simulador de voo Microsoft Flight Simulator.